# Jakub Vlk
Jakub Vlk († 25. července 1439 Kolín) byl husitský radikální kněz a spolupracovník Jana Želivského.
Po Želivského smrti v březnu 1422 se stal jeho nástupcem jako kazatel v chrámu Panny Marie Sněžné na Novém Městě pražském. Posléze v roce 1429 zapříčinil povstání lidu Nového Města pražského proti obyvatelstvu Starého Města. Roku 1434 byl Jakub Vlk z chrámu Panny Marie Sněžné vyhnán a útočiště nalezl v Hradci Králové u kněze Ambrože, ovšem v roce 1437 byl společně s Ambrožem uvězněn. Později byl ze žaláře propuštěn a zbytek života dožil v Kolíně u kněze Bedřicha ze Strážnice, kde 25. července 1439 zemřel.